# مو بيسلي
مو بيسلي (بالإنجليزية: Mo Beasley)‏ هو شاعر أمريكي، ولد في 7 يونيو 1967 في بروكلين في الولايات المتحدة.